# یواس‌اس وینسنس (سی‌ای-۴۴)
یواس‌اس وینسنس (سی‌ای-۴۴) (به انگلیسی: USS Vincennes (CA-44)) یک کشتی بود که طول آن ۵۸۸ فوت (۱۷۹ متر) بود. این کشتی در سال ۱۹۳۶ ساخته شد.